# Ficus tulipifera
Ficus tulipifera är en mullbärsväxtart som beskrevs av Edred John Henry Corner. Ficus tulipifera ingår i släktet fikonsläktet, och familjen mullbärsväxter. Inga underarter finns listade i Catalogue of Life.